# پسنجر
مایکل دیوید روزنبرگ (به انگلیسی: Michael David Rosenberg)، خواننده سبک فولک راک بریتانیایی (متولد ۱۷ می ۱۹۸۴) که بیشتر با نام پسنجر (به معنی مسافر) شناخته می‌شود و پیشتر در گروه پسنجر به عنوان خواننده و شاعر فعالیت داشت (تا سال ۲۰۰۹). موفق‌ترین تک‌آهنگ وی رهایش کن (به انگلیسی Let Her Go) نام داشت که در بسیاری از کشورها به عنوان پرفروش‌ترین موسیقی قرار گرفت.

## زندگی شخصی
روزنبرگ متولد ۱۷ می سال ۱۹۸۴ میلادی است او در شهر برایتون اند هوو به دنیا آمد. روزنبرگ مادری انگلیسی و ‍‍پدری آمریکایی دارد. پدر او جرارد روزنبرگ اصالتاً اهل واینلند، نیوجرسی است، خانواده پدری او یهودی هستند. مایکل در دوران جوانی نواختن گیتار کلاسیک را آموخت و در بین ۱۴ تا ۱۵ سالگی شاعری را شروع کرد. او به عنوان یک آشپز کار می‌کرد و اوقات فراغت خود را با نواختن گیتار و نوشتن متن موسیقی پر می‌کرد، مایکل در دوران مدرسه شاگرد خوبی نبود زیرا اکثر اوقات خود را صرف نواختن موسیقی می‌کرد تا این که در سن ۱۶ سالگی مدرسه را رها کرد. مایکل پس از رها کردن مدرسه به دنبال موسیقی رفت و در انگلیس و استرالیا اجرای خیابانی داشت. او هنوز در برایتون زندگی می‌کند و یکی از طرفداران باشگاه فوتبال آرسنال است.

## موسیقی حرفه‌ای

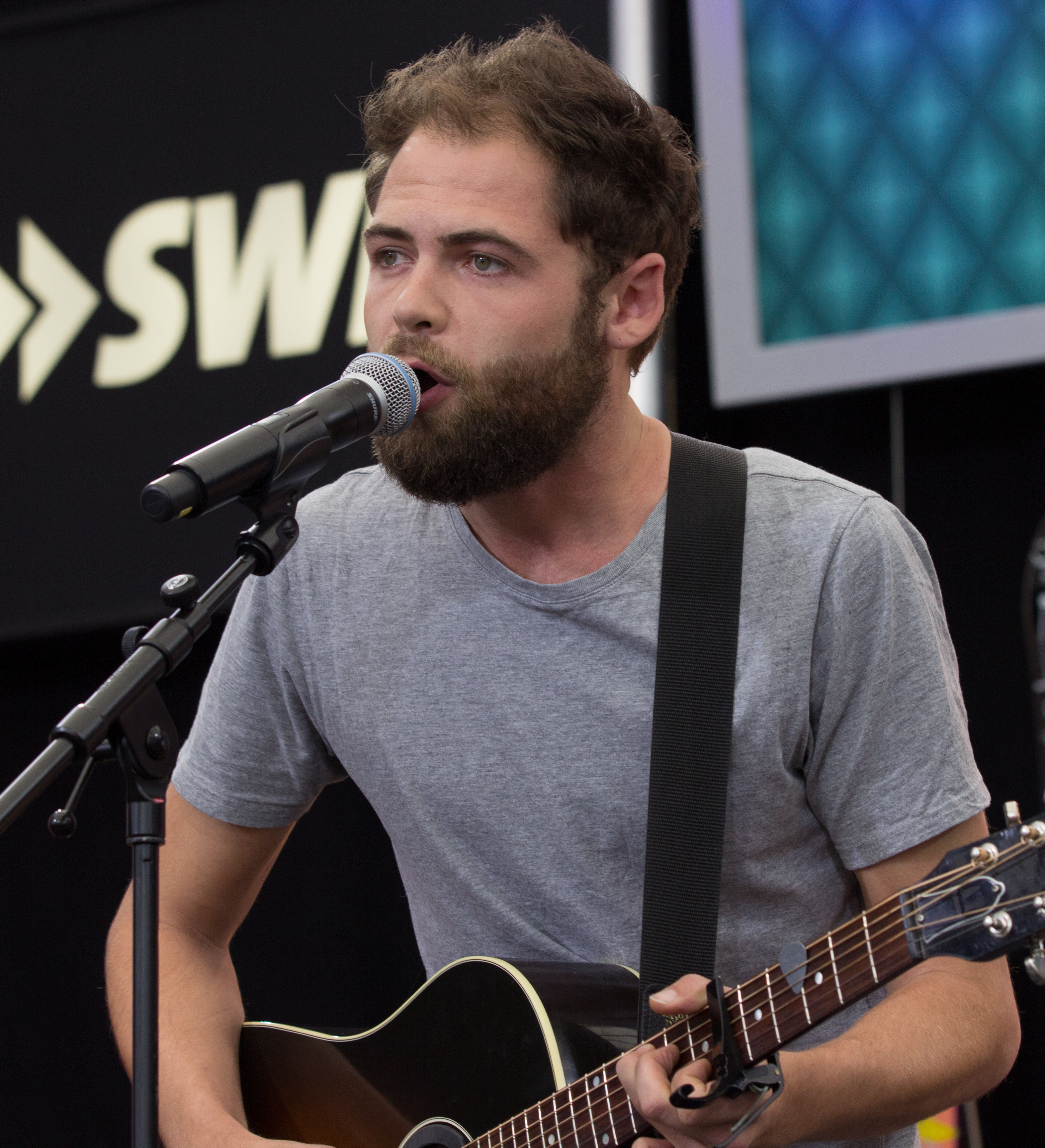
روزنبرگ درحال اجرا در ۲۰۱۳

### سال‌های ابتدایی
‍‍‍پدر مایکل یک کارگر تولید فیلم بود او فرزندش را در سال ۲۰۰۱ میلادی به جیم کاتو که یکی از اعضای گروه بریتانیایی فیتلس بود معرفی کرد. جیم کاتو نیز او را به کمپین حمایت‌های ملکه از مردم برمه که در لندن بود فرستاد.

### پسنجر ۰۹–۲۰۰۳
روزنبرگ اولین اجرای خود را در سن ۱۶ سالگی انجام داد. او گروه موسیقی پسنجر را به همراه آندره فیلیپس در زادگاهش و در سال ۲۰۰۳ میلادی تأسیس کرد. اولین و تنها آلبوم این گروه در سال ۲۰۰۷ و با نام استراحت مرد شرور منتشر شد. روزنبرگ در حال مهیا کردن متن آلبوم (چهار اسب) بود، آلبومی که آندره فیلیپس آن را نوشته بود که گروه پسنجر در سال ۲۰۰۹ از هم پاشید.

### ۲۰۰۹–۱۰ فعالیت به عنوان سولو
پس از هم پاشیدن گروه پسنجر، روزنبرگ درصدد حفظ نام پسنجر برآمد، او به عنوان یک اجراگر موسیقی در خیابان پرداخت. اولین اثر هنری او در سال ۲۰۰۹ میلادی در استرالیا رخ داد تا اینکه او آلبوم خود را به نام wide eyes blind love را منتشر کرد. او طرفداران و دنبال کنندگان زیادی را در استرالیا بدست آورد.

### ۲۰۱۰–۱۱ انتشار آلبوم پرواز کلاغ
آلبوم بعدی مایکل با نام پرواز کلاغ در استرالیا ضبط و منتشر شد. او به یکی از استودیوهای مستقل استرالیا پیوست که خوانندگان معروف استرالیایی اکثراً عضو آن بودند و توانست با بسیاری از آنان همکاری کنند.

### ۲۰۱۴: نجوا کردن
در ۲۶ مارس سال ۲۰۱۴ میلادی مایکل روزنبرگ از پنجمین آلبوم استودیویی خود خبر داد. او آلبوم نجوا کردن را در ۹ ژوئن سال ۲۰۱۴ میلادی منتشر کرد.

## ۲۰۱۵- تاکنون
پسنجر دومین نسخه نجوا کردن را در ۲۰ آوریل سال ۲۰۱۵ میلادی منتشر کرد و تمامی سود این آلبوم به یونیسف بریتانیای کبیر برای حمایت از کودکان کشور لیبریا داده شد.